# Молочанська міська територіальна громада
Молочанська міська територіальна громада — територіальна громада в Україні, у Пологівському районі Запорізької області. Адміністративний центр громади — місто Молочанськ.

## Загальна інформація
Площа території — 567,4 км², населення громади — 11 790 осіб (2020).

## Населені пункти
До складу громади увійшли — місто Молочанськ, селище Зоряне, села: Балкове, Благодатне, Веселе, Виноградне, Гришине, Грушівка, Долина, Запоріжжя, Козолугівка, Курошани, Лагідне, Левадне, Любимівка, Могутнє, Мостове, Новомиколаївка, Рибалівка, Розкішне, Світле, Ударник, Українка.

## Історія
Утворена 12 червня 2020 року, відповідно до розпорядження Кабінету Міністрів України № 713-р «Про визначення адміністративних центрів та затвердження територій територіальних громад Запорізької області», шляхом об'єднання територій та населених пунктів Молочанської міської, Балківської, Виноградненської, Долинської, Кіровської та Новомиколаївської сільських рад Токмацького району Запорізької області.